# Norbert av Xanten
Sankt Norbert av Xanten, Norbertus, född cirka 1080 i Gennep eller Xanten, död 6 juni 1134 i Magdeburg, var ärkebiskop i Magdeburg. Han vördas som helgon inom den Romersk-katolska kyrkan.
Norbert var först kanik vid Sankt Viktor i Xanten. Han grundade 1120 ett kloster i Prémontré vid Laon och grundade premonstratensorden. Norbert blev 1126 ärkebiskop i Magdeburg och helgonförklarades 1582.